# Mihails Zemļinskis
Mihails Zemļinskis (Riga, Unión Soviética, 21 de diciembre de 1969) es un exfutbolista letón con ascendencia rusa, se desempeñaba como defensa. En 2005 se retiró, y es uno de los jugadores que más partidos ha disputado con la selección de fútbol de Letonia.
Él ahora es un político para el partido «Armonía».

## Clubes
| Club             | País            | Año         | Partidos | Goles |
| Zvezda Ventspils | Unión Soviética | 1988        | ¿?       | ¿?    |
| VSC Budapest     | Hungría         | 1991 - 1992 | 0        | 0     |
| Skonto Riga      | Letonia         | 1992 - 1997 | 120      | 29    |
| Hapoel Kfar Saba | Israel          | 1997 - 1998 | 17       | 0     |
| Skonto Riga      | Letonia         | 1998 - 2005 | 132      | 28    |

## Palmarés
Skonto Riga
- Virslīga: 1991-92, 1992-93, 1993-94, 1994-95, 1997-98, 1998-99, 1999-00, 2000-01, 2001-02, 2002-03, 2003-04
- Copa Báltica: 1993, 1995

- Datos: Q1932838
- Multimedia: Mihails Zemļinskis / Q1932838